# ヤアグーブ・キャリーミー
ヤアグーブ・キャリーミー（ペルシア語: یعقوب کریمی、Yaghoub Karimi、1991年8月31日- ）は、イランのプロサッカー選手。イラン・プロ・リーグのエステグラルFC所属。ポジションは左ウインガー、MF。サッカーイラン代表。アルダビール州コウサル出身。
日本語では「ヤグーブ・カリミ」、「ヤグブ・カリミ」などとも表記される。

## 来歴

### クラブ
2010-2011シーズンはエステグラルFC、2011-2012及び2012-2013シーズンは、ナフト・テヘランFCに所属。2013年5月にセパーハーンへ移籍。

### 代表
AFC U-22選手権2013予選出場。
西アジアサッカー選手権2012、AFCアジアカップ2015の予選などに出場、ともに得点を記録している。